# Gensac-la-Pallue

Gensac-la-Pallue este o comună în departamentul Charente, Franța. În 1 ianuarie 2022 avea o populație de 1.614 de locuitori.